# Kościół św. Jacka w Miechowej
Kościół św. Jacka – rzymskokatolicki kościół filialny, znajdujący się we wsi Miechowa (gmina Byczyna), należący do parafii św. Augustyna w Kostowie w dekanacie Trzcinica, diecezji kaliskiej. Świątynia położona jest na Szlaku Kościółków Drewnianych Powiatu Kluczborskiego.

## Historia kościoła
Kościół został zbudowany jako kaplica w 1529 roku. W 1628 roku został przebudowany z inicjatywy Baltazara von Frankenberga, właściciela pobliskich Proślic, Ciecierzyna i Miechowej. Wówczas to do kaplicy, którą zaadaptowano na prezbiterium, dobudowana została nawa. W kolejnych latach dobudowano kruchtę ryglową. Najprawdopodobniej w 1753 roku wybudowana została wieża o konstrukcji słupowej, którą nakryto późnobarokowym hełmem z latarnią. 
W połowie XVI wieku, kościół został przejęty przez ewangelików i był w ich posiadaniu do 1945 roku. Po zakończeniu II wojny światowej wrócił w ręce katolików. Kościół odnawiany był w latach: 1753, 1911, 1941, 1958, 1997, 1998, 1999 oraz 2005–2006. W latach 80. XX wieku wymieniono gont, a w latach 90. XX wieku na ścianach prezbiterium i zakrystii założono nowe tynki oraz wykonano betonową wylewkę. W 2008 roku świątynia została laureatem ogólnopolskiego konkursu „Zabytek zadbany”.

## Architektura i wnętrze kościoła
Jest to budowla o konstrukcji zrębowej, jednonawowa, orientowana, której ściany zewnętrzne szalowane są deskami w układzie pionowym i zamknięta dachem krytym gontem. Wnętrze pokryte jest dekoracją malarską z motywami wici roślinnej i niebem na stropie. Strop jest płaski. Chór muzyczny połączono z emporą i lożą lokatorską. 
Na uwagę zasługuje jednolite renesansowe wyposażenie, w większości wykonane w 1628 roku, w tym: 
- ołtarz architektoniczny z obrazem Sądu Ostatecznego,
- chrzcielnica,
- ambona zdobiona malowanymi postaciami świętych Piotra i Pawła oraz czterech Ewangelistów,
- ława kolatorska o malowanym przedpiersiu,
- stolarka okienna i drzwiowa, którą zdobi dekoracja malarska[1].
- kartusze herbowe Frankenbergów z XVII wieku[6].